# 워런 크리스티
워런 크리스티(Warren Christie, 1975년 11월 4일 ~ )는 캐나다의 배우이다.

## 출연 작품
- 랜드 (2020)
- 마이애미 마약왕: 코카인 갓마더 (2017)
- 디스 민즈 워 (2012)
- 아폴로 18 (2011)
- 말리부 샤크 어택 (2009)
- 총각 파티 2 (2008)
- 비니스 (2007)
- 잘 나가는 그녀에게 왜 애인이 없을까 (2006)
- 파이널 딥라이징 (2004)
- 진도 10.5 미국 침몰 (2004)

### 텔레비전
- 배틀스타 갈락티카 (2004)
- 옥토버 로드 (2007-08)
- 해피 타운 (2010, Happy Town)
- 트루 저스티스 (2010-11, True Justice)
- 알파스 (2011-12)
- 모티브 (2014)
- 아이위트니스 (2016)